# Parafia Matki Bożej Wspomożenia Wiernych w Bukowej Wielkiej
Parafia Matki Bożej Wspomożenia Wiernych w Bukowej Wielkiej – parafia rzymskokatolicka, znajdująca się w archidiecezji lubelskiej, w dekanacie Chełm – Zachód.
Do parafii należą wierni z miejscowości: Bukowa Wielka, Bukowa Mała, Łowcza-Kolonia, Piaski, Podpakule, Radzanów, Średni Łan oraz Tomaszówka.